# نرفانا
النِرفانة أو النِّرفانا (نقحرة: نيرفانا) (بالسنسكريتية: निर्वाण)‏ وتعني المُطفأ هو مفهوم في الديانات الهندية (البوذية والهندوسية والجاينية والسيخية) يمثل الحالة النهائية للإفراج عن الخلاص، والتحرر من إعادة الميلاد المتكرر في سمسارة.

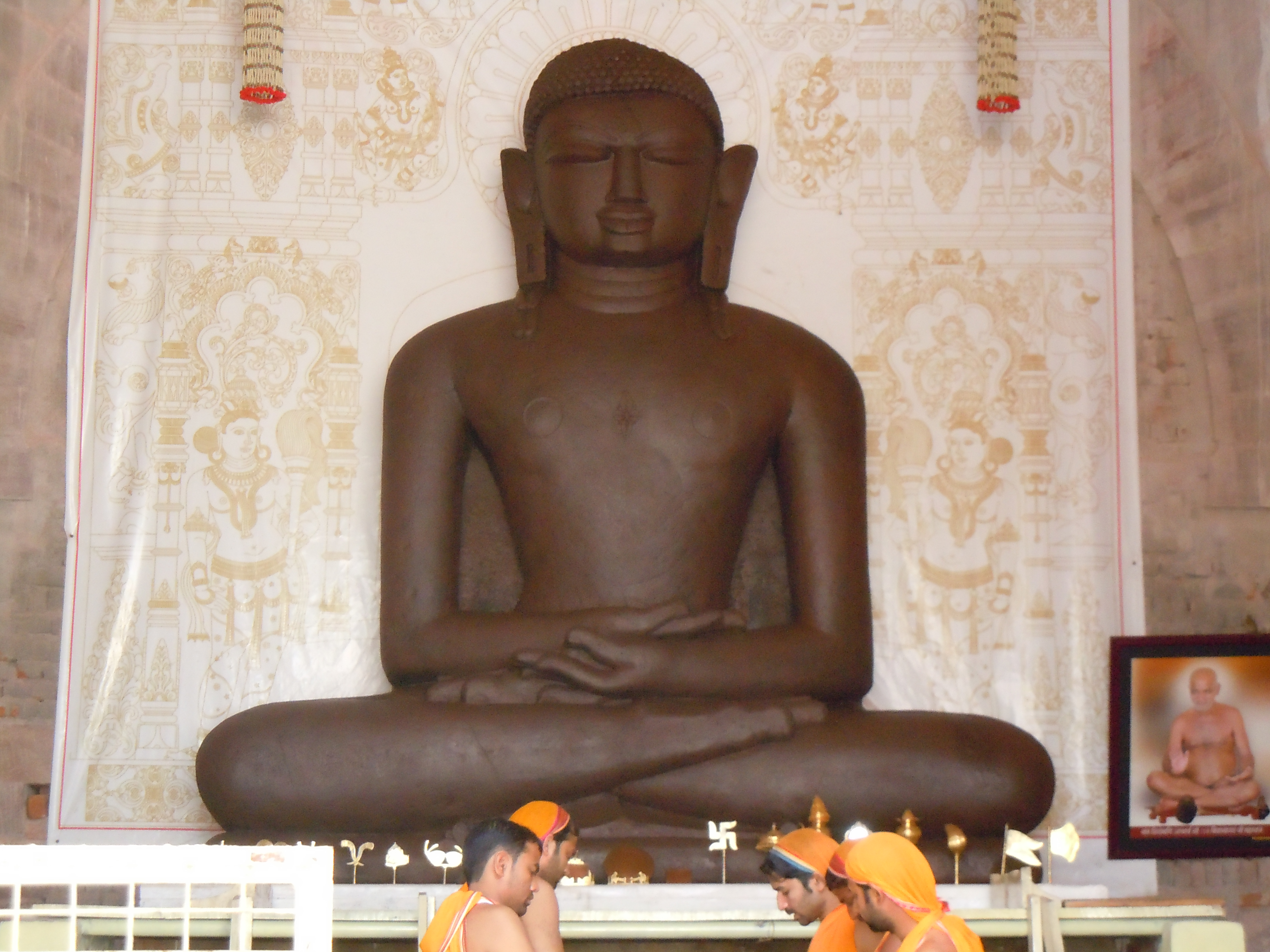
كان ريشاباناثا، الذي يُعتقد أنه عاش منذ أكثر من مليون عام، أول تيرثانكارا يصل إلى نِرفانة.

في الديانات الهندية، السكينة مرادفة لل موكشا وموكتي.  تؤكد جميع الديانات الهندية على أنها حالة من الهدوء التام والحرية والسعادة القصوى بالإضافة إلى التحرر من أو إنهاء السمسارة ودورة الولادة والحياة والموت المتكررة. ومع ذلك، فإن التقاليد غير البوذية والبوذية تصف هذه المصطلحات للتحرر بشكل مختلف. في الفلسفة الهندوسية، هو اتحاد أو تحقيق هوية أتمان مع براهمان، اعتمادًا على التقليد الهندوسي.  في اليانية، النِرفانة هي أيضًا الهدف الخلاصي، والذي يمثل تحرير الروح من العبودية الكرمية والسمسارة. في سياق البوذية و السكينة تشير إلى تحقيق غير المتمتعة بالحكم الذاتي والفراغ، بمناسبة انتهاء ولادة جديدة من قبل التسكين الحرائق التي تبقي عملية ولادة جديدة الذهاب.
النِرفانة في البوذية الجاينية هي حالة الخلو من المعاناة.تعد الـ (نِرفانة) هي حالة الانطفاء الكامل التي يصل إليها الإنسان بعد فترة طويلة من التأمل العميق، فلا يشعر بالمؤثرات الخارجية المحيطة به على الإطلاق، أي أنه يصبح منفصلا تماما بذهنه وجسده عن العالم الخارجي، والهدف من ذلك هو شحن طاقات الروح من أجل تحقيق النشوة والسعادة القصوى والقناعة وقتل الشهوات، ليبتعد الإنسان بهذه الحالة عن كل المشاعر السلبية من الاكتئاب والحزن والقلق وغيرها.
ويصل الكهنة البوذيون والزهاد الهنود إلى حالة الـ (نِرفانة) بعد فترات طويلة جدا من التأمل العميق، إلا أن الأمر وبطبيعة الحال صعب جدا على عامة الناس، وكل ما ذكرناه واقعي تماما على الرغم مما يبدو عليه الأمر من مجرد فكرة فلسفية.

وبقي أن نذكر أن أصل كلمة (نِرفانة) من لغة الهند الأدبية القديمة ويطلق عليها اسم (اللغة السنسكريتية).

## علم أصول الكلمات
تظهر أفكار التحرر الروحي، مع مفهوم الروح والبراهمان، في النصوص الفيدية والأوبنشاد، كما في الآية 4.4.6 من بريهادارانياكا أوبنشاد.
مصطلح نِرفانة بالمعنى الخلاصي لحالة التحرير «المنفوخة والمطفأة» لا يظهر في الفيدا ولا في الأوبنشاد؛ وفقًا لكولينز، «يبدو أن البوذيين كانوا أول من أطلق عليها اسم نِرفانة». ربما كان هذا استخدامًا متعمدًا للكلمات في البوذية المبكرة، كما يقترح كولينز، حيث تم وصف أتمان وبراهمان في النصوص الفيدية وأوبنشاد مع صور النار، كشيء جيد، مرغوب فيه ومتحرر. يقول كولينز إن كلمة نِرفانة مشتقة من الجذر اللفظي طفأ ومن هنا فإن المعنى الأصلي للكلمة هو «مطفي».  ومع ذلك فإن المعنى البوذي للنِرفانة له أيضًا تفسيرات أخرى.
قال إل إس كوزينز أنه في الاستخدام الشائع، كان نِرفانة هو «هدف الانضباط البوذي... الإزالة النهائية للعناصر العقلية المزعجة التي تعيق الحالة الذهنية المسالمة والواضحة، جنبًا إلى جنب مع حالة الاستيقاظ من النوم العقلي الذي تحفزه».

## ملخص
نيرفا هو مصطلح موجود في نصوص جميع الديانات الهندية الرئيسية - الهندوسية،  الجاينية  البوذية،  والسيخية. وهو يشير إلى راحة البال العميقة التي يتم اكتسابها مع موكشا، والتحرر من سمسارة، أو التحرر من حالة المعاناة، بعد ممارسة روحية أو سادانا.
تطور التحرر من سمسارة كهدف نهائي وقيمة سوتيريولوجية في الثقافة الهندية، وسميت بمصطلحات مختلفة مثل نِرفانة، موكشا، موكتي، كايفاليا. هذا المخطط الأساسي يكمن وراء الهندوسية والجاينية والبوذية، حيث «الهدف النهائي هو حالة موكسا الخالدة، أو، كما يبدو أن البوذيين أطلقوا عليها أولاً، النِرفانة».  الرغم من أن المصطلح يظهر في آداب عدد من التقاليد الهندية القديمة، إلا أن هذا المفهوم مرتبط بشكل شائع بالبوذية. يعتقد بعض الكتاب أن هذا المفهوم قد تم تبنيه من قبل الديانات الهندية الأخرى بعد أن أصبح راسخًا في البوذية، ولكن مع معانٍ وأوصاف مختلفة، على سبيل المثال استخدام (موكشا) في النص الهندوسي بهاجافاد جيتا من ماهابهاراتا . 
ترتبط فكرة موكشا بالثقافة الفيدية، حيث تنقل فكرة أمرتام، «الخلود»،   وأيضًا فكرة عن «خالدة» أو «لم يولد بعد» أو «نقطة ثابتة لعالم التحول من الوقت». كان أيضًا هيكلها الخالد، وكل ما ينطوي عليه من «دواليب عجلة الزمن الثابتة والمتواصلة».  بدأ الأمل في الحياة بعد الموت بمفاهيم الذهاب إلى عوالم الآباء أو الأجداد و / أو عالم الآلهة أو السماء. 
تدمج النصوص الفيدية المبكرة مفهوم الحياة، تليها الحياة الآخرة في الجنة والجحيم على أساس الفضائل التراكمية (الجدارة) أو الرذائل (النقص). ومع ذلك، فإن الفيدية القديمة الراءون تحدى هذه الفكرة من الآخرة كما في التبسيط، لأن الناس لا يعيشون حياة الأخلاقية بالتساوي أو غير أخلاقية. بين الحياة الفاضلة بشكل عام، يكون البعض أكثر فضيلة؛ بينما للشر درجات أيضًا، وإما الجنة الدائمة أو الجحيم الدائم غير متناسب. قدم المفكرون الفيديون فكرة الحياة الآخرة في الجنة أو الجحيم بما يتناسب مع الجدارة، وعندما ينفد هذا، يعود المرء ويولد من جديد.   تظهر فكرة الولادة الجديدة بعد «نفاد الجدارة» في النصوص البوذية أيضًا. تظهر هذه الفكرة في العديد من النصوص القديمة والعصور الوسطى، مثل سمسارة، أو الدورة اللانهائية للحياة، والموت، والولادة الجديدة، والاحمرار، مثل القسم 6:31 من مهابهاراتا  والآية 9.21 من البهاغافاد غيتا.  سمسارة، وتعني في اللغة السنسكريتية «عجلة الحياة التي لا تتوقف»، كما تدل على الحياة بعد الموت، والحياة بعد الموت، وما يؤثر على إعادة الميلاد بما يظهرها تبدو على أنها تعتمد على الكارما. 

## تعريف
النِرفانة حرفيا: «الإخماد أو الانطفاء»، وهي الطريقة التي يتم بها نفخ شعلة الشمعة، أما في البوذية هي انطفاء نيران الجشع والكراهية والوهم، وذلك للتخلص من تكرار المولد، وهذا هو أسمى ما يتطلع له الهنود، ويسمى في الهندوسية «الانطلاق»، و«النجاة» في الجينية، فالمدلول في الجميع هو الحصول على اللّذة الصادقة والسعادة الدائمة.
واتخذت النِرفانة معنيين متلاحقين، الأول يصل به الإنسان إلى النِرفانة وهو حي، والثاني يوصله للنِرفانة بالموت وبالتخلص من هذه الحياة ومن تكرار المولد.
1. وصول الفرد إلى أعلى درجات الصفاء الروحاني بتطهير نفسه، والقضاء على جميع رغباته المادية، أو بعبارة أخرى فناء الأغراض الشخصية الباطلة التي تجعل الحياة بحكم الضرورة دنيئة، أو ذليلة مروِّعة، ويصبح القياس هو: كل من شاء منا أن ينقذ حياته عليه أن يخسرها.
2. إنقاذ الإنسان نفسه من ربقة الكارما ومن تكرار المولد، بالقضاء على الرغبات والتوقف عن عمل الخير والشر.

## تطهير النفس
التخلص من آفات النفس وشهواتها هو الغاية العظمى للهنود، وهذا ما أيقنه غوتاما بوذا أيضا، ورأى أن التخلص من آلام النفس لايكون إلا بمجاهدتها فعمد إلى العزلة والتقشف، وألقى بجسمه بين الأشواك، واكتفى بمقدار ضئيل جدا من الطعام، فكان زملائه من النساك يرون أنه أكثرهم قسوة على نفسه، وأصبرهم على الآلام حتى وضعوه موضع الزعامة بينهم، وأمضى في طريق بحثه آملا أن تنكشف له أسرار الكون، غير أنه لم يلاحظ أي أثر يوصله إلى غايته، وأدرك أن ما يفعله ماهو إلا جهاد لجسمه لا يغني فتيلا، فأعلن تمرده على هذه الطريقة، تاركا خيبة أمل كبيرة بين أتباعه، لكن غوتاما لم يعدل عن تفكيره وفلسفته وإن تخلى عن تعذيب نفسه، وبينما هو تحت ظلال شجرة في غابة أورويلا، طاب له أن يبقى تحتها، حتى سمع صوتا يقول له بجلاء (نعم في الكون حق أيها الناسك، هنالك حق لا ريب فيه، جاهد نفسك اليوم حتى تناله)، وهنا تمت له الإشراقة التي كان يترقبها، أو «النِرفانة» كما يسميها البوذيين، وهي السر أو الحل لكل هذه الآلام، فكانت رحلة تطهير النفس بداية مع سدهاتا الأمير الذي صار غوتاما الراهب إلى أن وصل إلى النِرفانة وصار «بوذا» والذي يعني «العارف أو المستنير»، أما الشجرة التي حلت علية الاستنارة تحتها فسميت «شجرة العلم أو الشجرة المقدسة»، واحتلت عند البوذيين مكانة سامية.

## غموض النِرفانة
تلقى بوذا الاستنارة
ووصل إلى النِرفانة، لكنه لم يفصح عن ماهيتها رغم وجود عدد كبير من تلاميذه والتابعين له، فحدث أن سأله تلاميذه مرة عن مريد لهم مات حديثا: هل نجا من تكرار المولد؟ فأجاب بالإيجاب، ولكن أحد البراهمة سمع ذلك فاعترض على هذا الغموض، فعاد بوذا ليعلم تلاميذه ألا يعنوا بالنظريات والعقائد وألا يتكلموا عما بعد الموت، وأن يوجهوا عنايتهم للعمل، ووصف هذه الأسئلة أنها عارية من كل نفع، وبهذا بقيت النِرفانة محيطة بالغموض، ويقول أحد الباحثين«رادها كرشنن» إن بوذا رفض أن يشرح النِرفانة، وعلى هذا لا يجدي نفعا أن نحاول فهمها، بل ربما كانت اللغات البشرية لاتستطيع شرح النِرفانة، وهذا لأن النِرفانة تجربة روحية يصل إليها الإنسان عند بلوغه أسمى مراتب الصفاء الروحاني.

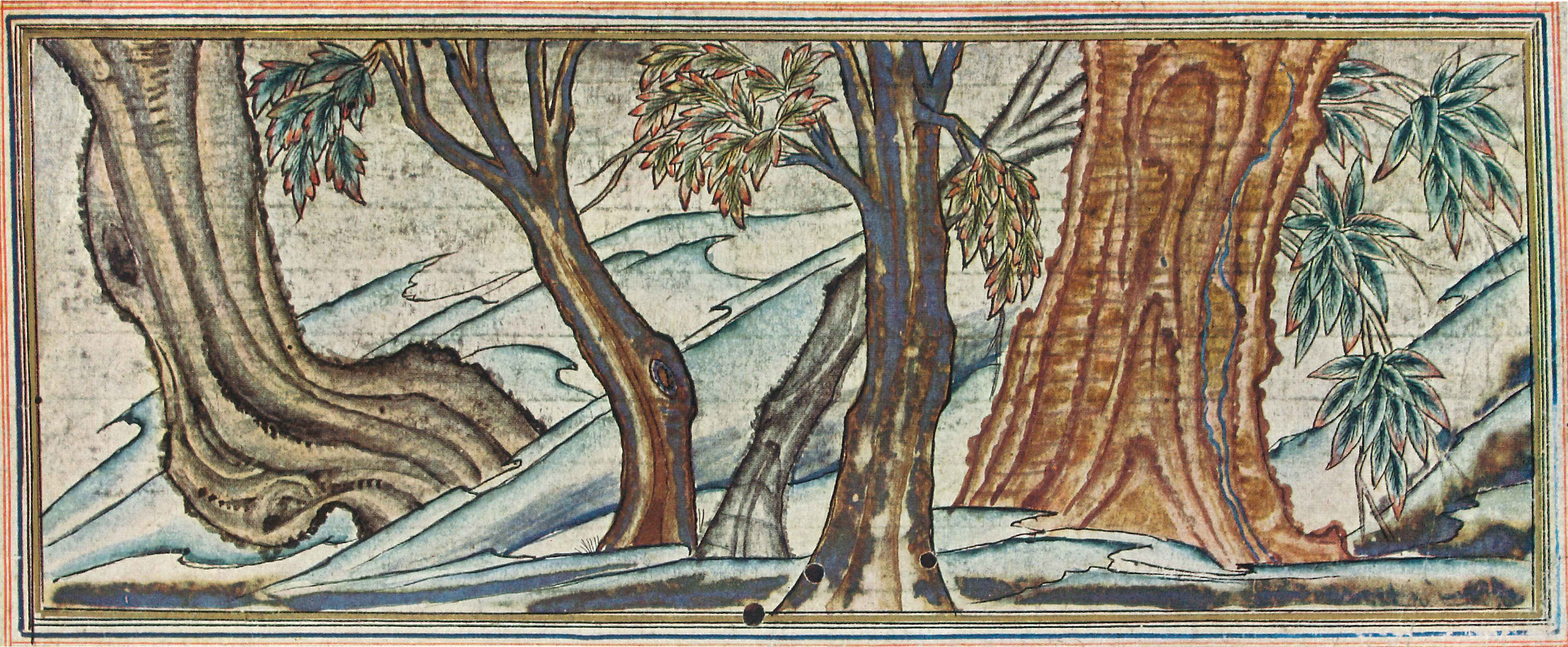
شجرة العلم التي تلقى تحتها بوذا الاستنارة

## الوصول إلى النِرفانة
لكي ينعم الفرد بالراحة النفسية عليه أن يصل إلى حالة الاستنارة أو الحكمة، والحكمة تكون في الوصول إلى معرفة الحقائق الأربعة:
1. حقيقة الألم وماهيته: فالميلاد ألم، والشيخوخة ألم، والمرض ألم، والموت الم يقول بوذا: (إليكم أيها الرهبان معنى العذاب: الولادة عذاب، والموت عذاب، والمرض عذاب، والاتحاد مع من لانحب عذاب، والانفصال عما نحب عذاب، وعدم اشباع الرغبة عذاب، والحقيقة أن أنواع التعلق الخمسة بالحياة«الجسد، الاحاسيس، التمثلات، الافكار والمعرفة التي تشكل الأنا» هي أيضا عذاب).
2. سبب الألم: إن السبب يفي كل الآلام يرجع إلى الرغبة في الاقبال على الحسيات والتعلق بالحياة وخشية الموت وحب التمتع بالماديات يقول بوذا: (إليكم أيها الرهبان مصدر العذاب، إنها الرغبة في الوجود المفضية من تجدد إلى تجدد، الرغبة في اللذة والرغبة في العابر الفاني).
3. وسائل إنهاء الألم : ورأى أنها تقوم على تحرير الفرد من الرغبات التي تستعبده فقال: (إليكم أيها الرهبان حقيقة إزالة هذا العذاب، إطفاء هذا العطش بإلغاء اللذة إلغاءً كاملاً عن طريق طردها ورفضها والتخلص منها).[52]
4. تبين لنا طريق الوصول إلى الحقائق الثلاث الأولى، والنهج الذي يتبع، ويتألف من ثماني شعب تقوم على الآراء السليمة والقصد السليم والكلام السليم، والعمل السليم والحياة السليمة، والمجهود السليم، والتعقل السليم والتركز السليم.

## الهندوسية
أقدم نصوص الهندوسية مثل الفيدا والأوبنشاد المبكرة لا تذكر المصطلح الخلاصي نِرفانة .  تم العثور على هذا المصطلح في نصوص مثل باجافاد جيتا  ونِرفانة أوبانيشاد، من المحتمل أن تكون مؤلفة في عصر ما بعد بوذا.  يوصف مفهوم السكينة بشكل مختلف في الأدب البوذي والهندوسي.  الهندوسية لديها مفهوم أتمان - الروح والذات  - أكد وجوده في كل كائن حي، بينما تؤكد البوذية من خلال عقيدة أناتمان أنه لا يوجد عتمان في أي كائن. النِرفانة في البوذية «تسكن العقل، ووقف الرغبات، والعمل» حتى الفراغ، كما تقول جانين فاولر، في حين أن النِرفانة في النصوص الهندوسية ما بعد البوذية «لا تزال عقلًا ولكن ليس تقاعسًا عن العمل» و «ليست فراغًا» بل هي معرفة الذات الحقيقية (أتمان) وقبول عالميتها ووحدتها مع الميتافيزيقي براهمان. 

### موكشا
المفهوم الخلاصي القديم في الهندوسية هو موكشا، يوصف بأنه التحرر من دورة الولادة والموت من خلال معرفة الذات والاتصال الأبدي لأتمان (الروح والذات) والبراهمان الميتافيزيقي. مشتق موكشا من الجذر "muc" (بالسنسكريتية: मुच्)‏ وهو ما يعني حرية، اترك، أطلق، حرر ؛ موكشا تعني «التحرر والحرية وتحرر الروح». في الفيدا والأوبنشاد المبكرة، كلمة ميوسيات (بالسنسكريتية: मुच्यते)‏ يظهر ، مما يعني أن يتم إطلاق سراحه أو إطلاق سراحه - مثل حصان من أحزمة الأمان.
تنص التقاليد داخل الهندوسية على وجود مسارات متعددة (بالسنسكريتية: marga)‏ إلى موكشا: جنانا-مارغا، طريق المعرفة؛ بهاكتي-مارغا، طريق التفاني؛ و كارما-مارجا، طريق العمل.

### براهما نِرفانة في البهاغافاد غيتا
يظهر مصطلح براهما-نِرفانة في الآيات 2.72 و 5.24-26 من البهاغافاد غيتا. هي حالة الإفراج أو التحرير. الاتحاد مع البراهمان. وفقًا لإيسواران، إنها تجربة نعمة أنانية.
وفقًا لـ زاينر وجونسون وعلماء آخرين، فإن مصطلح النِرفانة في غيتا هو مصطلح بوذي تبناه الهندوس.  يقول زاينر أنه تم استخدامه في النصوص الهندوسية لأول مرة في البهاغافاد غيتا، وأن الفكرة الواردة فيه في الآية 2.71-72 «لقمع رغبات المرء وغروره» هي أيضًا فكرة بوذية.  وفقًا لجونسون، تم استعارة مصطلح نِرفانة من البوذيين لإرباك البوذيين، من خلال ربط حالة النِرفانة البوذية بتقليد ما قبل البوذي للفيدي المطلق الميتافيزيقي المسمى براهمان. 
ووفقا ل المهاتما غاندي، والهندوسية والبوذية فهم من السكينة مختلفة لأن السكينة للبوذيين هو سونياتا، والفراغ، ولكن أعوذ غيتا تعني السلام وهذا هو السبب وصفته براهما-السكينة (وحدانية مع براهمان).

## اليانية

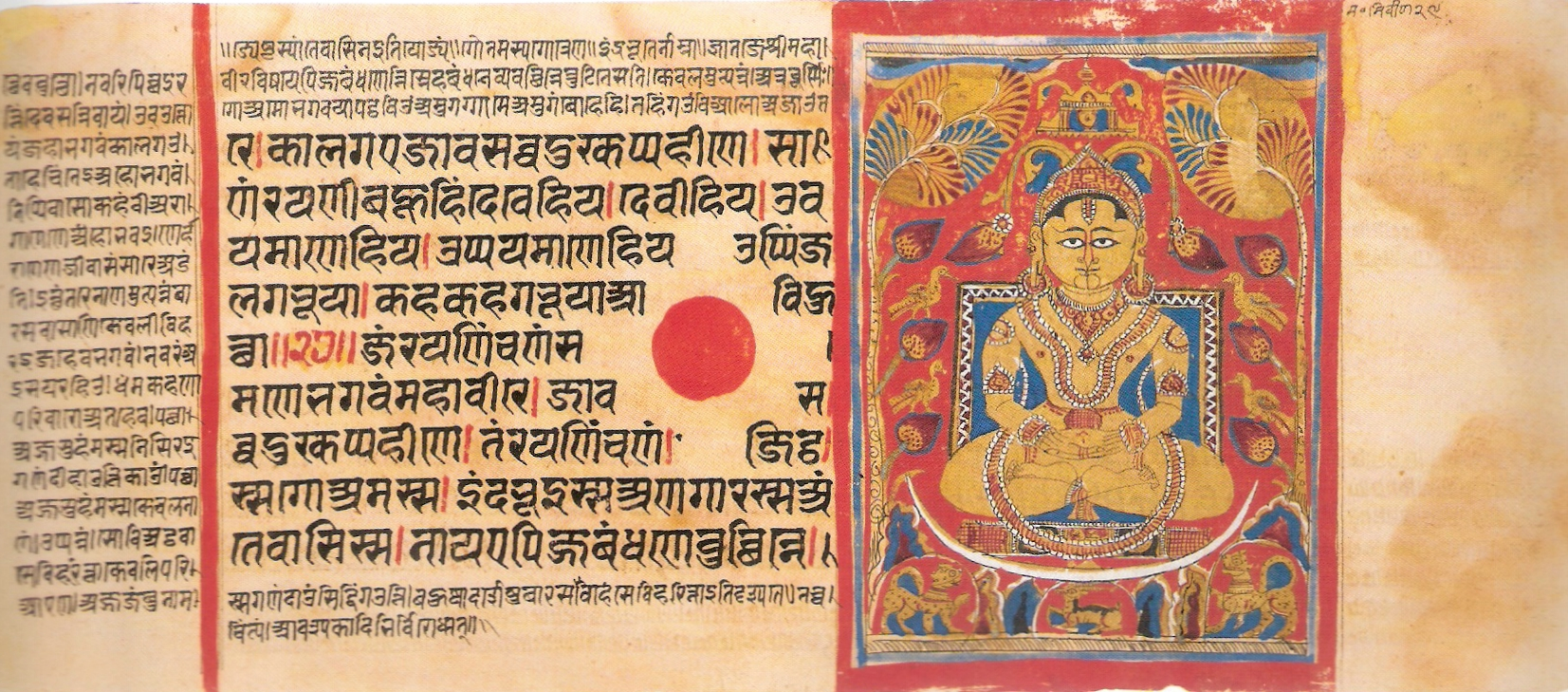
صحيفة كالباسوترا على مهافيرا نِرفانة. لاحظ سيدهاشيلا على شكل هلال، وهو المكان الذي يقيم فيه كل السيدها بعد نِرفانة.

غالبًا ما يتم استخدام المصطلحين موكسا و نِرفانة بالتبادل في نصوص جاين.
يقدم أوتاراديانا سوترا وصفًا لسودارمان - ويسمى أيضًا غوتاما، وأحد تلاميذ مهافيرا - يشرح معنى النِرفانة لكيسي، تلميذ بارشفا. 

## البوذية

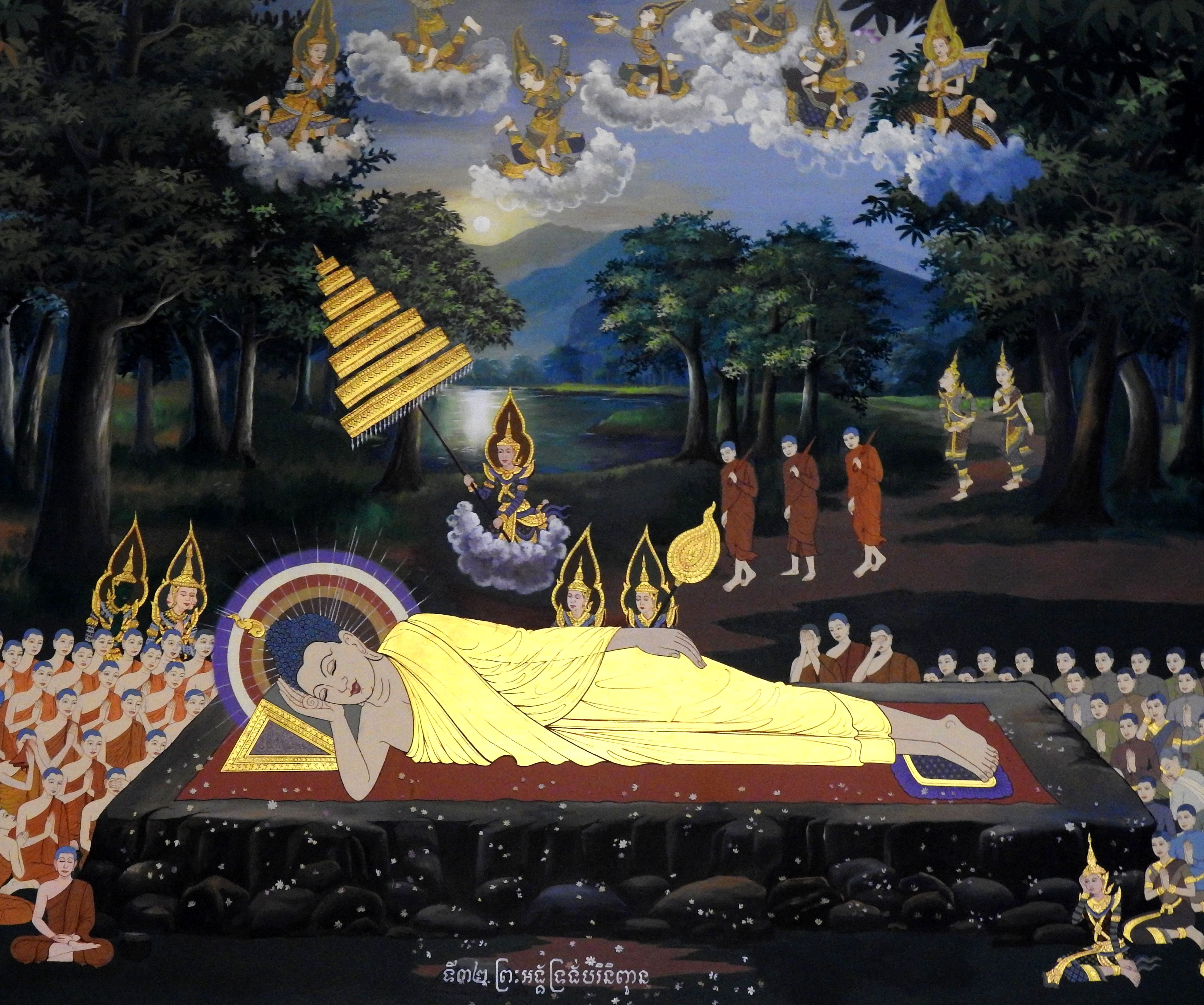
تصور اللوحة الجدارية التقليدية للخمير غوتاما بوذا وهو يدخل نِرفانة، جناح تجميع دارما، وات بوتوم واتي ريشيفيرارام، بنوم بنه، كمبوديا.

تعني كلمة نِرفانة (نيبانا) حرفيًا «النفخ» أو «التبريد». وهو المصطلح الأكثر استخدامًا والأقدم لوصف الهدف الخلاصي في البوذية: التحرر من دورة الولادة الجديدة (ساسارا).  نِرفانة هي جزء من الحقيقة الثالثة حول «وقف الدوقة» في عقيدة الحقائق الأربع النبيلة في البوذية.  هذا هو هدف الطريق الثماني النبيل.
يعتقد التقليد البوذي المدرسي أن بوذا قد أدرك نوعين من النِرفانة، أحدهما عند التنوير، والآخر عند وفاته.  الأول يسمى سوباتشيسا- نيرفانا (نِرفانة مع الباقي)، والثاني بارينِرفانة أو أنوبادسشا-نيرفانا (نِرفانة بدون باقي، أو نِرفانة الأخيرة). 
في التقليد البوذي، توصف النِرفانة بأنها إطفاء الحرائق التي تسبب ولادة جديدة وما يرتبط بها من معاناة. تحدد النصوص البوذية هذه «الحرائق الثلاثة»  أو «السموم الثلاثة» على أنها راجا (جشع، شهوانية)، دفشا (نفور، كراهية) وأفيديا أو موها (جهل، وهم).  
تُوصف حالة النِرفانة أيضًا في البوذية بأنها توقف كل الآلام، ووقف جميع الأفعال، ووقف الولادات الجديدة والمعاناة الناتجة عن الآلام والأفعال.  يوصف التحرير بأنه مطابق لـ أناتا (أنتمان، غير ذاتي، عدم وجود أي ذات). في البوذية، يتحقق التحرر عندما يُفهم أن كل الأشياء والكائنات بلا ذات. توصف نِرفانة أيضًا بأنها مطابقة لتحقيق سوناتا (الفراغ)، حيث لا يوجد جوهر أو طبيعة أساسية في أي شيء، وكل شيء فارغ.
مع مرور الوقت، مع تطور العقيدة البوذية، تم تقديم تفسيرات أخرى، مثل كونها حالة غير مشروطة،  حريق يخرج بسبب نقص الوقود، والتخلي عن نسج (فانا) معًا للحياة بعد الحياة،  والقضاء على الرغبة. ومع ذلك، فقد أكدت النصوص البوذية منذ العصور القديمة أن النِرفانة هي أكثر من مجرد «تدمير الرغبة»، إنها «موضوع المعرفة» للمسار البوذي. 

## السيخية
مفهوم التحرر على أنه «انقراض المعاناة»، إلى جانب فكرة السانسارا على أنها «دورة ولادة جديدة» هي أيضًا جزء من السيخية. تظهر نِرفانة في نصوص السيخ على أنها مصطلح نيربان . ومع ذلك، فإن المصطلح الأكثر شيوعًا هو موكتي أو موكش،  وهو مفهوم الخلاص حيث يتم التأكيد على التفاني المحب لله من أجل التحرر من دورة ولادة جديدة لا نهاية لها.

## في الديانات الأخرى

### المانوية
مصطلح نِرفانة (يُشار إليه أيضًا باسم بارينِرفانة) في العمل المانوي في القرن الثالث عشر أو الرابع عشر «الأغنية العظيمة لماني» و «قصة موت ماني»، في إشارة إلى عالم النور.

## روابط خارجية
- الترجمة الإنجليزية لماهايانا ماهابارينِرفانة سوترا.